# Kabinett Jansen
Das Kabinett Jansen bildete vom 14. März 1890 bis 19. August 1900 die von Großherzog Peter II. berufene Landesregierung des Großherzogtums Oldenburg.
Nach dem Ausscheiden aus Altersgründen von Staatsminister Friedrich Andreas Ruhstrat, ernannte Peter II. seinen engen Vertrauten und langjährigen Innenminister Günther Jansen zum Nachfolger.
Während der Amtszeit des Staatsministeriums kam es zu einem einmaligen Vorgang. Der Landtag sprach gegen den Justiz- und Schulminister Georg Flor ein Misstrauensvotum aus, da dieser an die Spitze der Schulaufsichtsbehörde, dem Evangelischen Oberschulkollegium, statt eines erfahrenen Pädagogen den konservativen Geistlichen Hermann Goens berief. Die Staatsregierung und Großherzog Peter II. wiesen das Misstrauensvotum allerdings als nicht der Verfassung entsprechend zurück.
Das Ende des Kabinetts stand im Zusammenhang des Thronwechsels nach dem Tod des Großherzogs Peter II. am 13. Juni 1900. Jansen, der ohnehin sein Amt Ende 1901 niederlegen wollte, bot dem neuen Großherzog Friedrich August II. seinen Rücktritt an, den dieser aber ablehnte. Allerdings bestanden zwischen beiden erhebliche politischen Meinungsverschiedenheiten. Hinzu kam die Weigerung Jansens die Forderung des neuen Großherzogs nach der Erhöhung der Zivilliste mitzutragen, weshalb dessen Regierung schließlich in brüsker Weise entlassen wurde.
| Amt                                                        | Name                      |
| ---------------------------------------------------------- | ------------------------- |
| Staatsminister, Inneres, Großherzogliches Haus und Äußeres | Günther Jansen            |
| Justiz, Kirchen und Schulen sowie Militärangelegenheiten   | Georg Flor                |
| Finanzen                                                   | Peter Ernst Anton Heumann |